# Heinz Kupfernagel
Heinz Kupfernagel (* 4. Juli 1922 in Passendorf bei Halle (Saale); † 17. Mai 2014 in Bochum) war ein deutscher Maler und Grafiker.

## Leben und Werk
Von 1938 bis 1941 hat Heinz Kupfernagel eine Ausbildung zum Positiv-Retuscheur absolviert und anschließend in dem Beruf gearbeitet.
Von 1943 bis 1948 studierte er mit Unterbrechungen an der Hochschule für Grafik und Buchkunst in Leipzig bei Dörfel, Soltmann und Belwe, nach 1946 auch bei Elisabeth Voigt.
1948 bis 1954 folgte ein weiterführendes Studium an der Akademie der Bildenden Künste in Karlsruhe bei Karl Hubbuch und Wilhelm Schnarrenberger sowie fünf Jahre als Meisterschüler bei Erich Heckel. Danach gründete er eine Ateliergemeinschaft mit Johannes Pawlik, der ebenfalls Meisterschüler bei Erich Heckel war.
Von 1957 bis 1963 war er neben eigener künstlerischer Tätigkeit Kunstpädagoge in Hamburg und Wuppertal. Ab 1964 lebte und wirkte er in Bochum, wo er bis 1985 Kunstpädagoge am städtischen Schiller-Gymnasium war. Seit 1959 war er an nationalen und internationalen Gruppen- und Einzelausstellungen beteiligt.

## Einzelausstellungen (Auswahl)
- 1969: Galerie Blome, Wanne-Eickel
- 1979: Schloss Strünkede, Herne
- 1993: Marktkirche, Halle (Saale)
- 2007: Kloster Zarrentin am Schaalsee
- 2011: „Zeitzeichen“ – Ausstellung in der evangelischen Stadtakademie Bochum